# 小卡利尼夫卡
48°1′35″N 34°18′53″E / 48.02639°N 34.31472°E
小卡利尼夫卡（烏克蘭語：Мала Калинівка）是烏克蘭中部的村莊，隸屬第聶伯羅彼得羅夫斯克州的第聶伯羅區。該村處於索洛納河源頭附近，距離伊韋爾斯凱2.5公里，海拔高度124米，2001年人口365。